# Арг (митологија)
Арг (грч. Ἄργος) је у грчкој митологији било име више личности.

## Етимологија
Име Арг има значење „сјајан“ или „бистри“.

## Митологија
- Многооки див.
- Оснивач града Арга на Пелопонезу, син Зевса и Ниобе.[2] Помиње се и као трећи краљ Арга и Апидов син.[3] Био је ожењен Еуадном, са којом је имао синове Кријаса, Екбаса, Пирена, Епидаура,[2] Форбанта и Тиринта. Имао је и сина који се такође звао Арг и био многооки див, али је њега имао са Исменом, кћерком речног бога Асопа.[4] Као његов син се помиње и Јас кога је имао са Исменом[5], а као супруга Пејто.[3] Научио је своје сународнике гајењу житарица, а жито је увезао из Либије. У граду су му посветили светилиште и један гај, а његов гроб је приказиван недалеко од града.[2] О њему су писали Аполодор и Паусанија.[4]
- Син Фрикса и Ејетове кћерке Халкиопе. Из Колхиде је кренуо са својом браћом Фронтидом, Меланом и Китисором у Грчку како би тражио наследство, али је бура нанела његов брод на острво Арију. Тамо се срео са Аргонаутима, који су прихватили сву браћу. Тако су се вратили у Колхиду, како би им Фриксови синови показали пут до Ејетовог краљевства, али су им и помогли да дођу до златног руна. Тек онда су отишли у Грчку. Тамо се Арг оженио Перимелом и са њом имао сина Магнета. На путу са Аргонаутима, на Босфору су подигли жртвеник олимпским боговима и Арг је први принео жртву.[2]
- Аресторов, Полибов, Фриксов[2] или Хесторов[3] син, који је такође био један од Аргонаута. Сматран је скулптором, те му се приписује да је извајао дрвену статуу Реје, коју су Аргонаути посветили код Кизика, као и најстарију Херину култну статуу у Тиринту.[2] Статуу богиње Реје је израдио од винове лозе, а како би је умилостивио да им подари повољан ветар за пловидбу. Богиња је била бесна на Аргонауте јер су јој побили шесторуку браћу и о томе их је известио водомар цвркутањем, што је разумео Мопс. Пошто су успели у намери, она им је дала знак створивши извор који је касније назван по Јасону, а онда су отпловили даље.[1] Арг је саградио и лађу Аргонаутима, а по упутствима богиње Атене.[2] За овај посао, Јасон га је позвао из Теспије и он је лађу саградио у Пагаси од боровине са Пелиона.[1] Неки извори наводе да је овај Арг и претходно наведени Ејетов унук иста личност.[2] Други извори наводе три Аргонаута са овим именом; Хигин је поменуо једног, сина Полиба и Аргије или Данаја. Други аутори, попут Аполодора, навели су да је Фриксов син био градитељ лађе, али су неки то тврдили и за трећег, који је био Аресторов син.[6]
- Један од Медејиних синова, кога су заједно са браћом, Корићани каменовали до смрти због злочина његове мајке над Креонтом и Глауком.[1]
- Име које се често давало псима. Тако се звао и Одисејев верни пас.[2] У „Одисеји“ је поменуто да је овај пас спавао на ђубриву, што потврђује трагове старокритског начина обраде земље. Наиме, сточно ђубриво није било на цени код грчких земљорадника, на шта указује и мит о Херакловом подвигу чишћења Аугијевих штала. Када се Одисеј вратио у Итаку, након тројанског рата, прерушен у просјака, пас га је препознао, махнуо репом и повио уши и угинуо, што је Одисеју натерало сузе на очи.[1]
- Према Нону, један од Панових синова, Панова, који се придружио Дионису у походу на Индију.[4]
- Један од војника у рату седморице против Тебе, кога је убио Хипсеј. Помињао га је Статије.[4]
- Бранилац Тебе, кога је такође помињао Статије. Био је Абантов син. Убио га је Партенопеј.[4]